# Combate de robôs

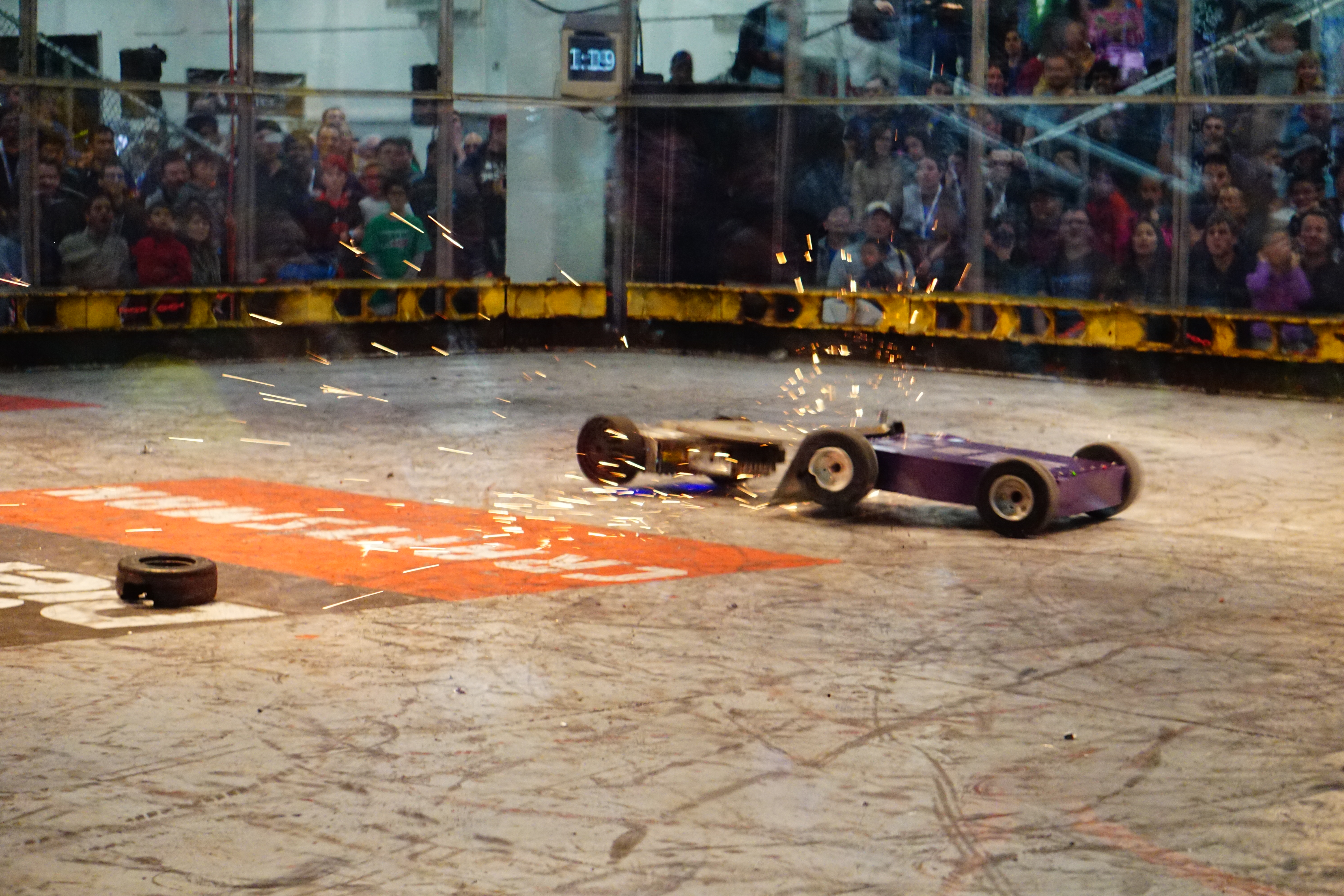

Combate de Robôs ou Robot Combat, amplamente conhecido no Brasil como Guerra de robôs ou somente como Combate, é um hobby/esporte no qual duas ou mais máquinas rádio-controladas usam métodos variados para destruir ou imobilizar o robô adversário.
Tais máquinas podem ser pequenas e leves, ou grandes e sofisticadas, dependendo da categoria de combate para a qual ela foi construída. Após vários meses de construção e testes, as equipes põe à prova suas tecnologias em competições exclusivas. Os campeonatos são compostos por inúmeros rounds entre as equipes rivais, rounds estes que duram no máximo três minutos. A disputa acaba se um dos competidores é imobilizado, ou, caso os dois robôs continuem em movimento ao final do round, por decisão dos juízes.[carece de fontes?]

## Características gerais dos robôs

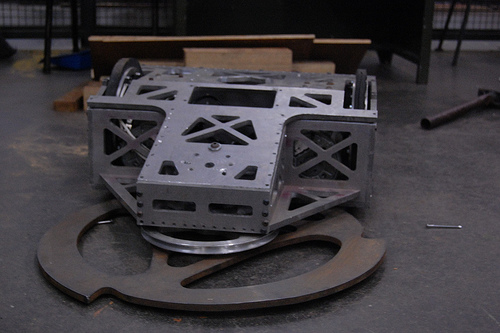

As partes básicas de um robô de combate são:
- Transmissor: ou controle remoto. É com ele que se controla o robô;
- Receptor: instalado no robôs, recebe o sinal do usuário;
- Placa de controle: circuito integrado que interpreta o sinal que chega no receptor e controla o movimento das rodas e da arma;
- Motores: normalmente há 3 motores: um para a arma e uma para cada roda;
- Baterias: o motor mais simples é o elétrico, exigindo que haja pelo menos um kit de baterias;
- Arma: para uma máquina da categoria combate, é interessante (mas não necessário) que haja uma arma de ataque ou de defesa instalada no robô. As mais ortodoxas são as armas giratórias;
- Chassis: estrutura onde tudo é  fixado.

## Competições
Os principais campeonatos de robôs no Brasil são organizados pela RoboCore.
As equipes são, em geral, formadas por estudantes de diversas áreas da engenharia, predominando as engenharias mecânica, elétrica e controle e automação. Contudo, qualquer pessoa pode fazer um robô de combate e colocá-lo à prova contra os outros, mesmo sem ter uma equipe. As principais equipes brasileiras estão vinculadas a universidades importantes do Brasil, tais como a RioBotz (PUC-Rio), ThundeRatz (Poli-USP), Uai!rrior (UNIFEI), Phoenix (UNICAMP), Trincabotz (Centro Federal de Educação Tecnológica de Minas Gerais), AsimUFF (UFF), dentre outras.
As competições são divididas por categorias de peso. Nos Estados Unidos há competições para mais de 10 categorias diferentes. No Brasil as mais comuns são:
- Lightweight: 27,2 kg (60 lb)
- Featherweight: 13,6 kg (30 lb)
- Hobbyweight: 5,44 kg (12 lb)
- Beetleweight: 1,36 kg (3 lb)
- Antweight: 454 g (1 lb)
- Fairyweight: 150 g

| Ano  | Competição                | Ouro                   | Prata                   | Bronze                 |
| ---- | ------------------------- | ---------------------- | ----------------------- | ---------------------- |
| 2024 | RCX - CPBR16              | Soca Fofo AGVS         | Micro Nekron WickedBotz | Braboleta Dragon Force |
| 2024 | RSM Challenge 2024        | Soca Fofo AGVS         | Wanda TamanduTech       | Micro Chuck WickedBotz |
| 2024 | IRONCup 2024              | Pico Maloney RioBotz   | Rico Uai!rrior          | Bala no Alvo Troia     |
| 2023 | RCX - CPBR15              | Soca Fofo Crossbots    | Kowalski Uai!rrior      | Sapão Goytaborgs       |
| 2023 | RoboChallenge Brasil 2023 | Dragoleta Dragon Force | Dragoon Dragon Force    | Acerola UFO Combat     |
| 2023 | RSM Challenge 2023        | Stonks Trincabotz      | Supernova UFO Combat    | Sapão Goytaborgs       |
| 2023 | IRONCup 2022              | Dragoleta Dragon Force | Pico Titan RioBotz      | Rico Uai!rrior         |
| 2022 | RCX - CPBR14              | Kowalski Uai!rrior     | Stonks Trincabotz       | BabyShark RioBotz      |
| 2022 | IRONCup 2022              | Wanda TamanduTech      | Stonks Trincabotz       | Alley GERM UDESC       |
| 2022 | RoboChallenge Brasil      | Rico Uai!rrior         | Dragoleta Dragon Force  | PiPolka ThundeRatz     |
| 2022 | RSM Challenge 2022        | Stonks Trincabotz      | PiPolka ThundeRatz      | Wanda TamanduTech      |
| 2020 | IRONCup 2020              | Kowalski Uai!rrior     | Millenium Fork WolfBotz | Pico Titan RioBotz     |

| Ano  | Competição                  | Ouro                           | Prata                  | Bronze                  |
| ---- | --------------------------- | ------------------------------ | ---------------------- | ----------------------- |
| 2024 | RCX - CPBR16                | Biribinha Antômica KIMAUÁNISSO | Tico-Tuco 309          | Gargantua UFO Combat\|- |
| 2024 | RSM Challenge 2024          | Sombra Ant AGVS                | Marzipan Triton Robos  | DemAnt UFO Combat       |
| 2024 | IRONCup 2024                | Sombra Ant AGVS                | Polenguinho UFO Combat | Biribinha Instituto RSM |
| 2023 | RCX - CPBR15                | Sombra Ant AGVS                | Micro Maloney RioBotz  | Muriçoca Troia          |
| 2023 | RoboChallenge Brasil 2023   | Marzipan Triton Robos          | Orinho Triton Robos    | Gargantua UFO Combat    |
| 2023 | RSM Challenge 2023          | Cleiton Arrasta Crossbots      | Marzipan Triton Robos  | Orinho Triton Robos     |
| 2023 | IRONCup 2022                | Sombra Ant AGVS                | Micro Maloney RioBotz  | Micro Touro RioBotz     |
| 2022 | RCX - CPBR14                | Lobo do Kaos PUCPR             | Smilinguido Crossbots  | Micro Touro RioBotz     |
| 2022 | IRONCup 2022                | Orinho Triton Robos            | Sirius Trincabotz      | CrazyBull RobotBulls    |
| 2022 | RoboChallenge Brasil        | Orinho Triton Robos            | Bacon Uai!rrior        | Doente Project Neon     |
| 2022 | RSM Challenge 2022          | Bacon Uai!rrior                | Doente Project Neon    | Sharkai ThundeRatz      |
| 2020 | IRONCup 2020                | Micro Maloney RioBotz          | Micro Touro RioBotz    | Sharkai ThundeRatz      |
| 2019 | Winter Challenge Concórdia  | Micro Maloney RioBotz          | Bacon Uai!rrior        | Micro Touro RioBotz     |
| 2019 | IRONCup 2019                | Bacon Uai!rrior                | CrazyBull RobotBulls   | Micro Touro RioBotz     |
| 2018 | HACKTUDO                    | Muriçoca Troia                 | Bacon Uai!rrior        | Colosso Uai!rrior       |
| 2018 | Winter Challenge 14ª Edição | Sun Tzu Pandabotz              | Bacon Uai!rrior        | Virgulino Carranca      |
| 2018 | IRONCup 2018                | Colosso Uai!rrior              | Bacon Uai!rrior        | Sharkai ThundeRatz      |
| 2017 | Roadsec SP 2017             | Micro Maloney RioBotz          | Micro Touro RioBotz    | Duende ThundeRatz       |
| 2017 | Winter Challenge 13ª Edição | Bacon Uai!rrior                | Duende ThundeRatz      | Virgulino Carranca      |
| 2016 | Winter Challenge 12ª Edição | Duende ThundeRatz              | Orinho Triton Robos    | Micro Touro RioBotz     |
| 2015 | Summer Challenge 3ª Edição  | Bacon Uai!rrior                | Duende ThundeRatz      | Brigadeiro Uai!rrior    |
| 2015 | Winter Challenge 11ª Edição | Bacon Uai!rrior                | Sei Nano Imperial Botz | Pulga Triton Robos      |

| Ano  | Competição                  | Ouro                    | Prata                  | Bronze                                 |
| ---- | --------------------------- | ----------------------- | ---------------------- | -------------------------------------- |
| 2024 | RCX - CPBR16                | Crashfest Racing Robots | Martelinho Uai!rrior   | Wasabi AGVS                            |
| 2024 | RSM Challenge 2024          | Provoleta UFO Combat    | Dark 9 UFO Combat      | Cavaco Troia                           |
| 2024 | IRONCup 2024                | Cavaco Troia            | Provoleta UFO Combat   | Martelinho Uai!rrior                   |
| 2023 | RCX - CPBR15                | Buga Ogrobots           | Martelinho Uai!rrior   | Ricota Uai!rrior                       |
| 2023 | RoboChallenge Brasil 2023   | BeetleLeibe KIMAUÁNISSO | Dark Matter UFO Combat | Coruja OMEGABOTZ                       |
| 2023 | RSM Challenge 2023          | Deathwing Dragon Force  | Ricota Uai!rrior       | Bigode MinervaBots                     |
| 2023 | IRONCup 2023                | Mini Maloney RioBotz    | Deathwing Dragon Force | Martelinho Uai!rrior                   |
| 2022 | RCX - CPBR14                | Alooco! AGVS            | Twin beast AGVS        | Mini Puma RioBotz                      |
| 2022 | IRONCup 2022                | Cavaco Troia            | Coruja OMEGABOTZ       | Drumsday Trincabotz                    |
| 2022 | RoboChallenge Brasil        | Deathwing Dragon Force  | Martelinho Uai!rrior   | Ricota Uai!rrior                       |
| 2022 | RSM Challenge 2022          | Cavaco Troia            | George Yapira          | Twin beast AGVS                        |
| 2020 | IRONCup 2020                | Alooco! AGVS            | Sombra AGVS            | Mini Maloney RioBotz                   |
| 2019 | Winter Challenge Concórdia  | Cavaco Troia            | Mini Puma RioBotz      | Ricota Uai!rrior                       |
| 2019 | IRONCup 2019                | Mini Maloney RioBotz    | Bloom WolfBotz         | Tsumami ESC - Equipe de Robótica São C |
| 2018 | HACKTUDO                    | Mini Puma RioBotz       | Matador Troia          | Mini Touro RioBotz                     |
| 2018 | Winter Challenge 14ª Edição | Mini Puma RioBotz       | Mini Maloney RioBotz   | Ricota Uai!rrior                       |
| 2018 | IRONCup 2018                | Mini Puma RioBotz       | Bigode MinervaBots     | D'Arc ThundeRatz                       |
| 2017 | Roadsec SP 2017             | Mini Puma RioBotz       | Drumsday Trincabotz    | Tomahawk Trincabotz                    |
| 2017 | Winter Challenge 13ª Edição | Cavaco Troia            | Mini Puma RioBotz      | Ricota Uai!rrior                       |
| 2016 | Roadsec SP 2016             | D'Arc ThundeRatz        | Bixcoito MinervaBots   | Cavaco Troia                           |
| 2016 | Winter Challenge 12ª Edição | Cavaco Troia            | Bixcoito MinervaBots   | Bigode MinervaBots                     |
| 2015 | Summer Challenge 3ª Edição  | Bigode MinervaBots      | Bozinho CRS            | Bixcoito MinervaBots                   |
| 2015 | Winter Challenge 11ª Edição | Anúbis 2.0 PUCPR        | Megaware CRS           | Czar Uai!rrior                         |
| 2014 | Winter Challenge 10ª Edição | Mini Maloney RioBotz    | Buga Ogrobots          | Kippa Uai!rrior                        |
| 2013 | Winter Challenge 9ª Edição  | Mini Maloney RioBotz    | Bozinho CRS            | Starkiller ODDBotz                     |
| 2012 | Summer Challenge 2ª Edição  | Kippa Uai!rrior         | µChakal PUCPR          | Mini Maloney RioBotz                   |
| 2012 | Winter Challenge 8ª Edição  | µChakal PUCPR           | Kippa Uai!rrior        | Mini Touro RioBotz                     |

| Ano  | Competição                  | Ouro                      | Prata                              | Bronze                    |
| ---- | --------------------------- | ------------------------- | ---------------------------------- | ------------------------- |
| 2024 | RCX - CPBR16                | Cotchoco Imperial Botz    | Bjorn Troia                        | Pancada Uai!rrior         |
| 2023 | RCX - CPBR15                | XC Uai!rrior              | Muzamboy Trincabotz                | Cotchoco Imperial Botz    |
| 2022 | RCX - CPBR14                | Duck Uai!rrior            | Muzamboy Trincabotz                | Cachorro Louco ThundeRatz |
| 2019 | Winter Challenge Concórdia  | Cachorro Louco ThundeRatz | Jason WickedBotz                   | Touro Jr RioBotz          |
| 2018 | Winter Challenge 14ª Edição | Cotchoco Imperial Botz    | Duck Uai!rrior                     | XC Uai!rrior              |
| 2017 | Winter Challenge 13ª Edição | XC Uai!rrior              | Cotchoco Imperial Botz             | Orthus Trincabotz         |
| 2016 | Winter Challenge 12ª Edição | Cachorro Louco ThundeRatz | Muzamboy Trincabotz                | KamiiKaze Troia           |
| 2015 | Summer Challenge 3ª Edição  | Pé de Pano Troia          | Orthus Trincabotz                  | Valmir KIMAUÁNISSO        |
| 2015 | Winter Challenge 11ª Edição | Bozo CRS                  | LARANJA MECÂNICA HIGH VOLTAGE BOTZ | Orthus Trincabotz         |
| 2014 | Winter Challenge 10ª Edição | Pé de Pano Troia          | Bozo CRS                           | Touro Jr RioBotz          |
| 2013 | Winter Challenge 9ª Edição  | TarugoBot PUCPR           | Pé de Pano Troia                   | KamiiKaze Troia           |
| 2012 | Summer Challenge 2ª Edição  | Cachorro Louco ThundeRatz | TICO&TECO FISATOM                  | Puminha RioBotz           |
| 2012 | Winter Challenge 8ª Edição  | Touro Jr RioBotz          | TarugoBot PUCPR                    | TICO&TECO FISATOM         |
| 2011 | Winter Challenge 7ª Edição  | Delaybot ODDBotz          | TarugoBot PUCPR                    | New Trem Trincabotz       |
| 2010 | Winter Challenge 6ª Edição  | New Trem Trincabotz       | TarugoBot PUCPR                    | - RioBotz                 |

| Ano  | Competição                  | Ouro                     | Prata                         | Bronze                        |
| ---- | --------------------------- | ------------------------ | ----------------------------- | ----------------------------- |
| 2024 | RCX - CPBR16                | Sombra Feather AGVS      | Dark Khaos UFO Combat         | Touro Feather RioBotz         |
| 2023 | RCX - CPBR15                | Sei Não Imperial Botz    | Pegasus TROIA                 | Jamanta Equipe Paralela       |
| 2022 | RCX - CPBR14                | Cueio Uai!rrior          | Sombra Feather AGVS           | Touro Feather RioBotz         |
| 2019 | Winter Challenge Concórdia  | Pegasus TROIA            | Touro Feather RioBotz         | Armagedrum ThundeRatz         |
| 2018 | Winter Challenge 14ª Edição | Sei Não Imperial Botz    | Pegasus TROIA                 | Armagedrum ThundeRatz         |
| 2017 | Winter Challenge 13ª Edição | Sei Não Imperial Botz    | REDRUM ThundeRatz             | Armagedrum ThundeRatz         |
| 2016 | Winter Challenge 12ª Edição | Armagedrum ThundeRatz    | Sei Não Imperial Botz         | Jubileu Uai!rrior             |
| 2015 | Summer Challenge 3ª Edição  | Sei Não Imperial Botz    | Cérbero Trincabotz            | Armagedrum ThundeRatz         |
| 2015 | Winter Challenge 11ª Edição | Sei Não Imperial Botz    | Armagedrum ThundeRatz         | Drakon Feather Triton Robos   |
| 2014 | Winter Challenge 10ª Edição | Sei Não Imperial Botz    | Jubileu Uai!rrior             | T.A.Z Yapira                  |
| 2013 | Winter Challenge 9ª Edição  | Spartacus Equipe Phoenix | Biribinha Atômica KIMAUÁNISSO | WarDog Warthog Robotics       |
| 2012 | Summer Challenge 2ª Edição  | Chackal Feather PUCPR    | TarugoBot Feather PUCPR       | Jubileu Uai!rrior             |
| 2012 | Winter Challenge 8ª Edição  | Touro Feather RioBotz    | More Powah! ODDBotz           | Biribinha Atômica KIMAUÁNISSO |
| 2011 | Winter Challenge 7ª Edição  | Touro Feather RioBotz    | Biribinha Atômica KIMAUÁNISSO | TheRipper WickedBotz          |

| Ano  | Competição                  | Ouro                    | Prata                  | Bronze                               |
| ---- | --------------------------- | ----------------------- | ---------------------- | ------------------------------------ |
| 2024 | RCX - CPBR16                | K-torze ThundeRatz      | Federal M.T. Uai!rrior | Caragor Trincabotz                   |
| 2023 | RCX - CPBR15                | Federal M.T. Uai!rrior  | Ragnar TROIA           | Bugalele Ogrobots                    |
| 2022 | RCX - CPBR14                | Asterion Trincabotz     | Ragnar TROIA           | K-torze ThundeRatz                   |
| 2019 | URC HackTudo 2019           | Asterion Trincabotz     | Federal M.T. Uai!rrior | K-torze ThundeRatz                   |
| 2019 | Winter Challenge Concórdia  | Federal M.T. Uai!rrior  | Touro Light RioBotz    | SCRAP ODDBotz                        |
| 2018 | Winter Challenge 14ª Edição | Federal M.T. Uai!rrior  | SCRAP ODDBotz          | Sabão de Coco SIGMA                  |
| 2017 | URC CCXP 2017               | Touro Light RioBotz     | Federal M.T. Uai!rrior | Asterion Trincabotz                  |
| 2017 | Winter Challenge 13ª Edição | SCRAP ODDBotz           | Sabão de Coco SIGMA    | K-torze ThundeRatz                   |
| 2017 | URC 2017                    | Asterion Trincabotz     | Federal M.T. Uai!rrior | Aquiles TROIA                        |
| 2016 | Winter Challenge 12ª Edição | Agora Sei Imperial Botz | Bugalele Ogrobots      | Asterion Trincabotz                  |
| 2015 | Summer Challenge 3ª Edição  | Federal M.T. Uai!rrior  | Touro Light RioBotz    | Aquiles TROIA                        |
| 2015 | Winter Challenge 11ª Edição | Federal M.T. Uai!rrior  | Hitter Vingador        | K-torze ThundeRatz                   |
| 2015 | Campus Party 2015           | Federal M.T. Uai!rrior  | Hitter Vingador        | RIP ODDBotz                          |
| 2014 | Winter Challenge 10ª Edição | Federal M.T. Uai!rrior  | RIP ODDBotz            | Orion Light Triton Robos             |
| 2013 | Winter Challenge 9ª Edição  | Federal M.T. Uai!rrior  | Touro Light RioBotz    | RIP ODDBotz                          |
| 2012 | Summer Challenge 2ª Edição  | Federal M.T. Uai!rrior  | Touro Light RioBotz    | Sabão de Coco com Agente Ativo SIGMA |